# Wspólnota administracyjna Ochsenhausen
Wspólnota administracyjna Ochsenhausen – wspólnota administracyjna (niem. Vereinbarte Verwaltungsgemeinschaft) w Niemczech, w kraju związkowym Badenia-Wirtembergia, w rejencji Tybinga, w regionie Donau-Iller, w powiecie Biberach. Siedziba wspólnoty znajduje się w mieście Ochsenhausen.
Wspólnota administracyjna zrzesza jedno miasto i trzy gminy wiejskie:
- Erlenmoos, 1 657 mieszkańców, 24,26 km²
- Gutenzell-Hürbel, 1 827 mieszkańców, 37,86 km²
- Ochsenhausen, miasto, 8 799 mieszkańców, 59,96 km²
- Steinhausen an der Rottum, 1 921 mieszkańców, 29,88 km²